# Сухоруков, Иван Александрович
Иван Александрович Сухоруков (23 марта 1922, Иваньково, Иваново-Вознесенская губерния — 21 февраля 1998, Смоленск) — лётчик-штурмовик, участник Великой Отечественной войны, полковник. Герой Советского Союза (1946).

## Биография
Иван Сухоруков родился 23 марта 1922 года в крестьянской семье в деревне Иваньково Миловской волости Тейковского уезда Иваново-Вознесенской губернии (ныне деревня относится к Тейковскому району Ивановской области). Окончил семь классов школы и школу фабрично-заводского ученичества, после чего работал токарем на обувном комбинате в Иваново. В 1941 году Сухоруков был призван на службу в Рабоче-крестьянскую Красную армию. В том же году он окончил объединённую военно-авиационную школу пилотов и механиков в Серпухове. С июля 1942 года — на фронтах Великой Отечественной войны. Принимал участие в боях на Закавказском, Северо-Кавказском, 1-м Белорусском фронтах. В 1943 году Сухоруков вступил в ВКП(б). Принимал участие в битве за Кавказ, освобождении Таманского и Крымского полуостровов, Польши. Будучи командиром эскадрильи, неоднократно был ведущим в группах штурмовиков в ходе выполнения боевых заданий. Неоднократно его самолёт бывал подбит, но всякий раз Сухорукову удавалось довести его до своего аэродрома.
К февралю 1945 года старший лейтенант Иван Сухоруков был штурманом 805-го штурмового авиаполка 197-й штурмовой авиадивизии 6-го штурмового авиакорпуса 16-й воздушной армии 1-го Белорусского фронта. К тому времени он совершил 81 боевой вылет, в ходе которого уничтожил 15 танков, 75 автомашин с грузами, 15 повозок, 1 легковую машину, 6 артиллерийских орудий, 2 зенитных установки, 4 зенитных пулемёта, 2 цистерны с топливом, 1 склад с боеприпасами, а также несколько сотен вражеских солдат и офицеров. Во время воздушных боёв Сухоруков лично сбил один немецкий истребитель.
Указом Президиума Верховного Совета СССР от 15 мая 1946 года за «образцовое выполнение заданий командования и проявленные мужество и героизм в боях с немецкими захватчиками» старший лейтенант Иван Сухоруков был удостоен высокого звания Героя Советского Союза с вручением ордена Ленина за номером 59826) и медали «Золотая Звезда» за номером 9025.

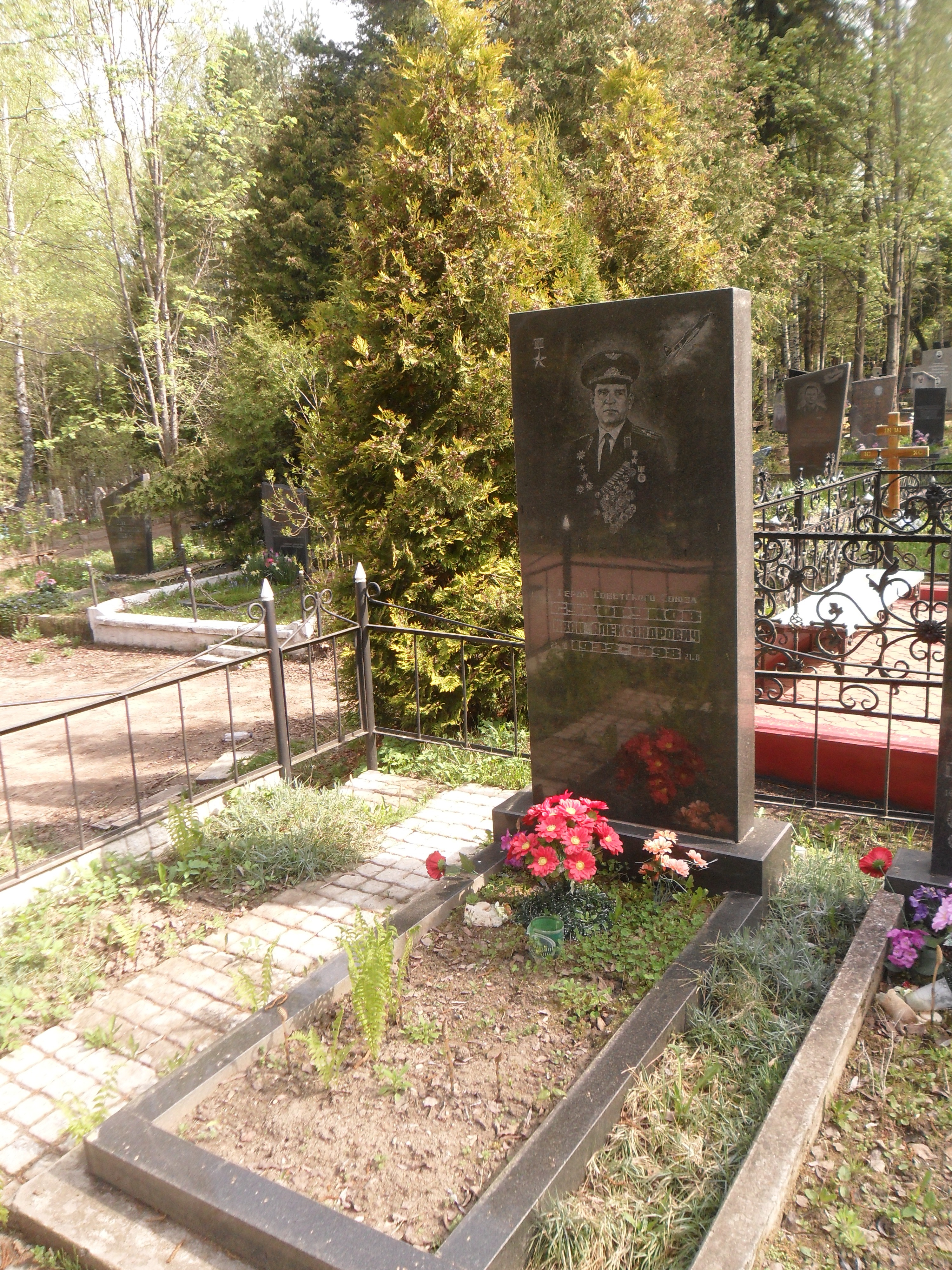
Могила Сухорукова на Новом кладбище Смоленска.

После окончания войны Сухоруков продолжил службу в Советской армии. В 1954 году он окончил Военно-воздушную академию, после чего проходил службу в Белорусском и Прибалтийском военных округах. В 1976 году в звании полковника Сухоруков был уволен в запас. Проживал в городе Даугавпилсе, работал инженером-энергетиком в Даугавпилсском районном управлении сельского хозяйства. В 1994 году он переехал в Смоленск. Скончался 21 февраля 1998 года, похоронен на Новом кладбище Смоленска.
Был также награждён четырьмя орденами Красного Знамени, орденами Отечественной войны I-й и II-й степеней, двумя орденами Красной Звезды, орденом «За службу Родине в Вооружённых Силах СССР» 3-й степени, а также рядом медалей.
Мемориальная доска в память о Сухорукове установлена Российским военно-историческим обществом на школе деревни Большое Клочково, где он учился.